# Israëlisch basketbalteam (mannen)
Het Israëlisch nationaal basketbalteam is een team van basketballers dat Israël vertegenwoordigt in internationale wedstrijden. איגוד הכדורסל בישראל (Israëlische Basketbalbond) is verantwoordelijk voor het team dat getraind wordt door Arik shivek. Israël deed voor het eerst mee aan een internationaal toernooi in 1952; dit was tijdens de Olympische Zomerspelen dat jaar. Het team werd destijds uitgeschakeld in de kwalificatieronde. Net als met voetbal doet Israël ook met basketbal mee aan het Europese Kampioenschap. De beste prestatie in dit toernooi werd behaald in 1979 tijdens de Eurobasket 1979. Het Israëlisch nationaal basketbalteam werd toentertijd tweede van Europa. De meeste huidige basketballers van het nationale team spelen in de Israëlische competitie. Een van de spelers, Jeron Roberts, speelt bij My-Guide Amsterdam Basketball in de Nederlandse competitie.

## Israël tijdens internationale toernooien

### Wereldkampioenschap
- WK basketbal 1954: 8e
- WK basketbal 1986: 7e

### Eurobasket
- Eurobasket 1953: 5e
- Eurobasket 1959: 11e
- Eurobasket 1961: 11e
- Eurobasket 1963: 9e
- Eurobasket 1965: 6e
- Eurobasket 1967: 8e
- Eurobasket 1969: 11e
- Eurobasket 1971: 11e
- Eurobasket 1973: 7e
- Eurobasket 1975: 7e
- Eurobasket 1977: 5e
- Eurobasket 1979: 2e
- Eurobasket 1981: 6e
- Eurobasket 1983: 6e
- Eurobasket 1985: 9e
- Eurobasket 1987: 11e
- Eurobasket 1993: 15e
- Eurobasket 1995: 9e
- Eurobasket 1997: 9e
- Eurobasket 1999: 9e
- Eurobasket 2001: 10e
- Eurobasket 2003: 7e
- Eurobasket 2005: 9e
- Eurobasket 2007: 11e

### Olympische Spelen
- Olympische Spelen 1952: 17-23e